# SN 2004hs
SN 2004hs – supernowa typu Ia odkryta 13 grudnia 2004 roku w galaktyce A020933-0413. W momencie odkrycia miała maksymalną jasność 23,10m.